# Гуардамільйо
Гуардамільйо, Ґуардамільйо (італ. Guardamiglio) — муніципалітет в Італії, у регіоні Ломбардія, провінція Лоді.
Гуардамільйо розташоване на відстані близько 430 км на північний захід від Рима, 55 км на південний схід від Мілана, 25 км на південний схід від Лоді.
Населення — 2718 осіб (2014).

## Демографія
Населення за роками:

Станом на 1 січня 2023 року в муніципалітеті офіційно проживали 373 іноземці з 31 країни, серед них 155 громадян країн Євросоюзу та 9 громадян України.

## Сусідні муніципалітети
- Календаско
- Фомбіо
- Сан-Рокко-аль-Порто
- Сомалья